# IC 3567
IC 3567 ist eine Spiralgalaxie vom Hubble-Typ Sbc im Sternbild Haar der Berenike am Nordsternhimmel. Sie ist schätzungsweise 407 Millionen Lichtjahre von der Milchstraße entfernt.
Das Objekt wurde am 10. Mai 1904 von Royal Harwood Frost entdeckt.